# Motor de quatro cilindros em linha
Nissan MR
Um motor de 4 cilindros em linha é uma configuração de motor de combustão interna em que 4 cilindros estão dispostos em uma única fileira. Pode ser montado na posição longitudinal ou transversal, com os cilindros e pistões verticais, inclinados parcialmente ou mesmo na posição horizontal. Nessa finalidade ele e ótimo. 
Atualmente é usado em motores de 1300 cm³ até 2000 cm³. 

## Uso em motocicletas
O menor motor em motocicletas produzidas em série foi o motor de 250 centímetros cúbicos da Benelli/Moto Guzzi. Entre as motocicletas de competição o menor foi o motor de 125 centímetros cúbicos da Honda 125/4. Este foi posteriormente substituído por um motor de 5 cilindros em linha.

## Uso em automóveis
O automóvel com o menor motor de quatro cilindros em linha foi o Honda T360, com cilindrada de 356 centímetros cúbicos, com potência de 30 hp (22 kW)a 8500 rotações por minuto. A maioria destes motores, foi produzida com cilindrada entre 1,0 e 2,5 litros.

Animação de um motor de quatro cilindros em linha e 4 tempos.

Os maiores motores produzidos em larga escala foram o Porsche de 2990 centímetros cúbicos do Porsche 968, que exigiu o uso de eixo de contrapeso para minimizar vibrações, e o motor de 195 polegadas cúbicas (3188 cm³) produzido pela Pontiac com preparações de 110 hp a 155 hp entre 1961 e 1963 para o Pontiac Tempest. Este motor era produzido a partir do motor V8 389 de 6,4 litros, usando apenas uma das duas linhas de cilindros deste.
No início do século XX, por falta de parâmetros, os fabricantes produziam motores que às vezes superavam os 10 litros de cilindrada. Um dos maiores motores desta época foi o De Dietrich de 17 litros, ou seja, 4250 centímetros cúbicos por cilindro. Estes motores funcionavam a baixa rotação, raramente acima de 1500 rotações por minuto e tinham potência específica de aproximadamente 10 hp/L.

## Uso em caminhões
Os motores de quatro cilindros em linha são amplamente usados em caminhões, com cilindrada de até 4,5 litros.